# Гуардиалфиера
Гуардиалфиѐра (на италиански: Guardialfiera) е село и община в Централна Италия, провинция Кампобасо, регион Молизе. Разположено е на 274 m надморска височина. Населението на общината е 1077 души (към 2013 г.).